# 鹿林天文台

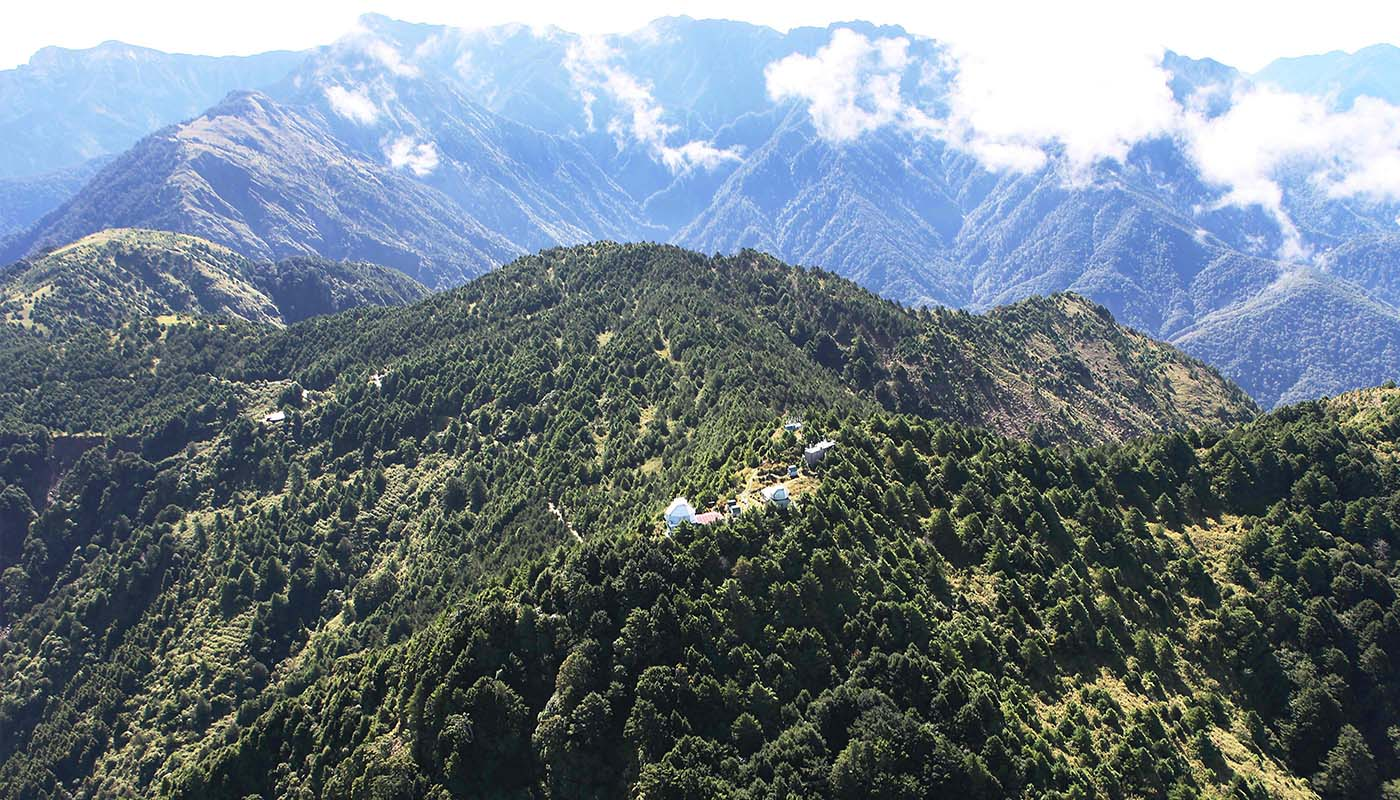
位於鹿林前山山頂的鹿林天文臺

鹿林天文台是一座設於臺灣嘉義縣阿里山鄉及南投縣信義鄉交界處，位於玉山國家公園塔塔加地區鹿林前山的天文台，海拔2862公尺。前身為鹿林觀測站，由國立中央大學在1999年設立，目前由國立中央大學天文研究所管理。

## 歷史
國立中央大學在1981年就在校內設有天文台。但因為校本部所在的桃園縣中壢市（今桃園市中壢區）光害逐漸嚴重，國立中央大學於1990年到1994年間在行政院國家科學委員會支持下，由蔡文祥教授開始進行臺灣天文台選址計畫，於鹿林前山設置臨時觀測站進行選址研究及天文教學。歷經3年的視寧度、氣候、夜天光背景等條件調查後，確定玉山國家公園的鹿林前山為優良的天文台址。1997年獲得國家實驗研究院太空計畫室（今國家太空中心）補助，興建鹿林第一座天文台超輕型望遠鏡（SLT），於1999年落成並於2000年開始進行觀測。2002年建置臺灣首座口徑突破1公尺的鹿林一米望遠鏡（LOT），同年冬季開始觀測。2011年曾規劃建造兩米望遠鏡，但因施工困難等因素，計畫最後無疾而終。

## 設備

### 鹿林一米望遠鏡

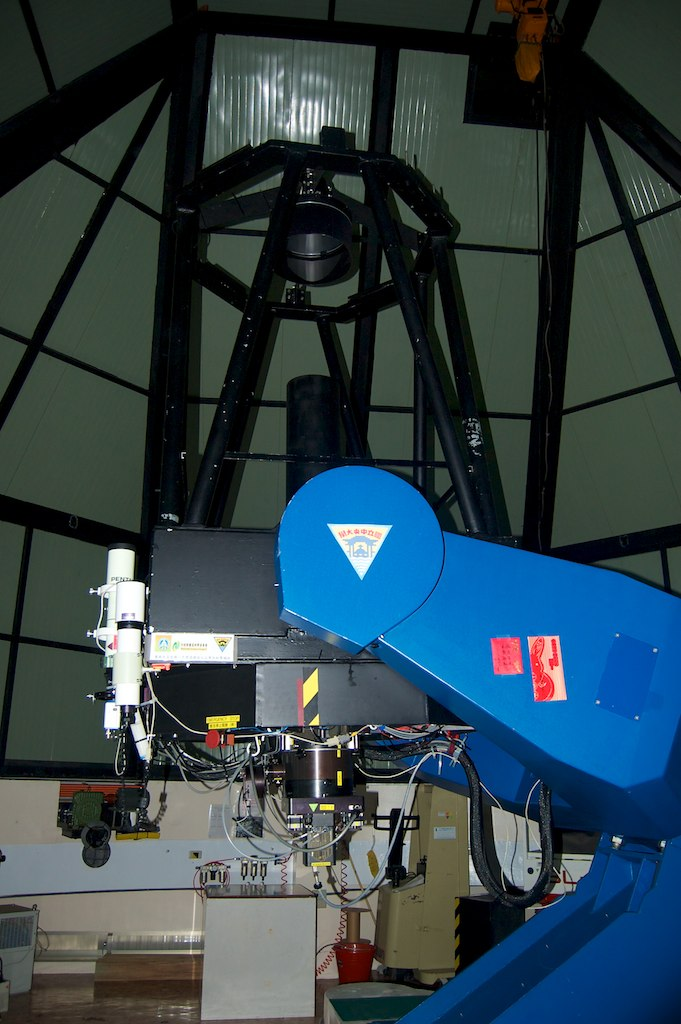
鹿林一米望遠鏡

鹿林一米望遠鏡(Lulin One-meter Telescope, LOT)，是目前台灣口徑最大的通用型光學望遠鏡，為蓋賽格林反射式光學系統，具備良好的光學成像、指向精度和追蹤精度，配備有高靈敏度的天文CCD相機。鹿林一米望遠鏡以多波段成像及測光為觀測手段，開展各項科學主題的研究。同時積極參與國際天文聯測計畫，2003年鹿林一米望遠鏡加入伽瑪射線爆（gamma ray bursts, GRB）光學餘暉觀測行列，並與日本、中國大陸以及韓國的天文台合作成立東亞伽瑪射線爆觀測網（East-Asia GRB Follow-up Observation Network, EAFON），三年內成功觀測15個光學餘暉。2004-2007年臺灣超新星巡天計劃（Taiwan Supernovae Survey）利用LOT進行超新星巡天工作，共發現了15顆超新星。每年通常約有十幾個研究計畫在LOT上進行，十年來發表了近百篇研究論文。此外在研究之外也支援各大學天文觀測教學實習。

### 超輕型望遠鏡
超輕型望遠鏡(Super Light Telescope, SLT)，為鹿林天文臺第一座望遠鏡，原為自行設計製造的76公分超輕型望遠鏡(SLT76)，於2000年開始進行觀測，但由於存在許多問題在2005年拆除，並在既有的圓頂內安裝了一具40公分的里奇-克雷蒂安望遠鏡(SLT40)。2006年開始進行鹿林巡天計畫(LUSS)搜尋太陽系小天體，三年期間共發現800多顆小行星。其中有300多顆已獲得永久編號。鹿林天文台發現的小行星目前已有103顆得到永久命名(詳見與鹿林天文台有關的小行星列表)，小行星名遍全台，涵蓋台灣的人物、團體、地理、山水及原住民族。2007年LUSS首度發現彗星(C/2007 N3)與近地小行星(2007 NL1)，該彗星後來命名為「鹿林彗星」(Comet Lulin)。LUSS計畫結束後，2010年起SLT40專注於變星、彗星的長期監測工作。

### 鹿林寬視野望遠鏡
鹿林寬視野望遠鏡(Lulin Wide-field Telescope, LWT)，是鹿林天文台2017年建置的大口徑短焦比廣角望遠鏡，具備蓋賽格林反射式光學系統。主要為監測近地小行星、彗星等太陽系天體與變星的用途。

### 合作設備
鹿林天文臺原先設有台美掩星計畫合作的50cm自動望遠鏡4部，由中央大學天文所與中央研究院天文所、美國哈佛史密松天文物理中心、韓國延世大學共同合作。該計畫結束後原儀器拆除撤離，分別安裝中研院LATTE望遠鏡、成功大學RIFT望遠鏡兩座與中央大學與台北市立天文館共同管理的RoLIFE望遠鏡。

## 研究計畫
- 鹿林發射線巡天觀測計畫（Lulin Emission Line Imaging Survey）[4]
- 台美掩星計畫（TAOS: The Taiwanese-American Occultation Survey）
- 鹿林巡天（Lulin Sky Survey）[5][6][7]
- 東亞伽瑪射線爆觀測網（East-Asia GRB Follow-up Observation Network, EAFON）[8]
- 台灣超新星巡天（Taiwan Supernovae Survey）[9][10][11]
- 2013年暑假，台北市立第一女子高级中学與国立清華大學、国立中央大學合作成立「高瞻團隊」，帶學生到鹿林天文台，學習操作專業天文攝影儀器，拍攝M74星系圖片。研究團隊在整理照片，發現學生罕見地拍到超新星SN 2013ej初形成的樣貌。美國利克天文台超新星搜尋團隊於世界時2013年7月25日10時18分確認SN 2013ej為超新星，而高瞻團隊在世界時7月24日19時18分（台灣時間為7月25日3時18分）就拍到它初形成時的樣貌，整整早了15個小時。[12]

### 鹿林巡天
鹿林巡天是鹿林天文台於2006年至2009年進行的近地天體搜尋計畫。使用一架視場27弧分的16-英寸（41-）里奇-克萊琴望遠鏡，並使用內部開發的機器人軟件，可以在遠端遙控。除了尋找新的天體外，該巡天調查還改進了已知小行星和彗星的軌道，並對一部分天體進行了光度測定分析。主要研究人員之一，中山大學的學生葉泉志獲得了2007年卡羅琳·舒梅克贈款，用於開發該項目。葉泉志後來從合作者林啟生於2007年7月收集的影像中識別出一顆彗星；這顆不同尋常的逆行彗星正式命名為C/2007 N3，後來被稱為鹿林彗星。這顆彗星在2009年2月離地球最近。在巡天調查過程中，發現了781個新天體，包括鹿林彗星和碎裂成三個碎片的施瓦斯曼-瓦赫曼3號彗星。鹿林巡天得益於它所在經度上的其它觀測站，很少在尋找小行星。

## 相關影視作品
- 公共電視台人生劇展「就愛談天」[18]。
- 在美劇生活大爆炸第6季22集中，該天文台被寫在拉傑辦公室的白板上。

## 外部連結
- 國立中央大學鹿林天文台基本資料（页面存档备份，存于）
- W.S. Tsay, B. C. Chen, K.H. Chang, et al, 2001, The NCU Lu-Lin Observatory （页面存档备份，存于）”, in Proceedings of the IAU Colloquium 183 “Small-Telescope on Global Scales”, eds. W.P. Chen, C. Lemme, B. Paczynski, ASP.
- NCU鹿林天文台（页面存档备份，存于）
- 國立中央大學天文研究所對鹿林天文台介紹
- 鹿林巡天網站
- 鹿林山天文台 《臺北星空》18期